# ストレンジ・ブルー
「ストレンジ・ブルー」（Strange Brew）は、クリームが1967年に発表した楽曲。

## 概要
1967年5月、彼等はニューヨークのアトランティック・スタジオでセカンド・アルバムの制作を開始し、エリック・クラプトンが持ち込んだ1930年代のブルース曲「ロウディ・ママ（Lawdy Mama）」を彼のリード・ボーカルで録音した。新たにプロデューサーに起用されたばかりだったフェリックス・パパラルディは、彼等の録音を聴いた後、ゲイル・コリンズに歌詞を書き換えてもらい、同曲を「ストレンジ・ブルー」に作り変えた。クラプトンは引き続いてリード・ボーカルを担当した。
同年6月9日、シングルA面として発売された。B面は「英雄ユリシーズ」。全英シングルチャートで17位を記録した。同年11月2日発売のセカンド・アルバム『カラフル・クリーム』に収録された。

## 演奏者
- エリック・クラプトン - リード・ギター、リズム・ギター、リード・ボーカル
- ジャック・ブルース - ベース、バッキング・ボーカル
- ジンジャー・ベイカー - ドラムズ